# 高橋紫微
SUAI、高橋 紫微（たかはし すあい、1993年7月22日 - ）は、日本のフルート奏者、元アイドル。埼玉県草加市出身。身長171cm。

## 人物
父親が中国人・母親が日本人のハーフ。
特技は英語検定2級、書道六段、中国語日常会話程度。趣味は映画鑑賞、漫画鑑賞。
大学卒業後、フルート奏者として活動を始め、2018年、アイドルユニットRY's（現アイオケ）に加入。2023年7月にグループを卒業後は、ソロアーティストとして活動をスタートした。
白いうさぎのぬいぐるみを「山田」と名付けて可愛がっている。山田のTwitterアカウントが存在する。
信条は「音楽で空腹は満たせなくても、心に灯をともすことはできる」

## 来歴
10歳からフルートを始める。
東京音楽大学付属高等学校を経て、東京音楽大学器楽科フルート専攻卒業。
国際ハープフェスティバル2013にてゲスト演奏。第18回万里の長城杯国際音楽コンクール入賞。第3回、第5回北京国際フルートフェスティバルに出演。
現在日本全国でアンサンブルや、ダンスをしながらフルートを演奏及び中学、高校でも指導。多方面の音楽活動に携わる。プリモデリシャスでのビルボード演奏や、アイドルグループ「アイオケ」のフルート担当として活動。
- 2018年、準ミス・ワールド日本代表。タレント部門賞1位、マルチメディア賞3位、一般投票3位。
- 2018年、アイドルグループRY'sにフルート担当として加入。
- 2018年、台南市親善大使に任命される。台湾のニュース番組"華視" (中華電視公司)、にフルート奏者として出演。台湾週刊誌"王"にて表紙を飾り、特集5ページを組まれる。[5][6][動画 1]
- 2019年、ECC外語学院 WebCM「超えられる篇」、交通広告に起用。
- 2019年、女性専用ダイエットジム、リボーンマイセルフのポスターに起用。[7][8]
- 2019年、『ミス・ワールド ナイトウェアコレクション』に出演。[9]
- 2019年10月23日、矢口真里の火曜The NIGHT #170にRY'sとして出演。[動画 2]
- 2020年、SHOWROOM内のイベント、台湾タピオカ専門店『Hi茶 秋葉原店』初代看板娘決定戦にて、1位になる。[10]Twitter推奨ハッシュタグは＃紫微の部屋。
- 2020年7月、所属するアイドルグループRY'sが「アイオケ」と改名して活動開始[11]。

- 2021年からはRiO (ヴァイオリニスト)と共に、raffinee μ's（ラフィーネミューズ）としてスーパーフォーミュラ（2021年）[雑誌 2]・スーパー耐久（2022年、2023年）[雑誌 1]でパフォーマンス活動を行っている。
- 2023年7月、アイオケを卒業。
- 2023年7月、ソロアーティストとしての楽曲第1弾となる「Polka dot」をデジタル配信リリース。
- 2024年2月、同年9月11日をもってはんぶんこの解散を発表。[12]

## ライブ
- 2016年10月2日、第十四回草加宿場まつり フルートミニコンサート[13]
- 2017年9月、Primo Delicious 8th ビルボードライブ東京
- 2018年9月、Primo Delicious 9th ビルボードライブ東京
- 2019年9月、Primo Delicious 10th ビルボードライブ東京
- 2022年6月26日、高橋紫微・林愛実 FLUTE DUO CONCERT やなか音楽ホール[14]

### 雑誌
1. 1 2  「高橋紫微 - 自慢のフルートで魅了するハイブリッド・レディ!」『ギャルズ・パラダイス「2022レースクイーンデビュー編」』、株式会社三栄、2022年7月16日、59頁、2022年9月28日閲覧。
2. ↑  「カッコかわいいコスチュームに話題沸騰! raffinee Ladyにロックオン」『ギャルズ・パラダイス「2021レースクイーンデビュー編」』、株式会社三栄、2021年7月18日、63頁、2022年9月28日閲覧。「raffinee μ's：RiO・高橋紫微」

### 動画
1. 1 2   (日本語) 台南市親善大使就任のご挨拶 2020年5月24日閲覧。
2. ↑   (日本語) "オーケストラアイドル"RY's 根本流風は小悪魔!?「これはモンスター級」矢口真里があざといじゃんけんにメロメロ♡『矢口真里の火曜The NIGHT#170』毎週火曜日24時から生放送！ 2020年6月10日閲覧。